# Kazuchika Okada
Kazuchika Okada (岡田 和睦 Okada Kazuchika?, ring name: オカダ・カズチカ) (岡田 和睦 Okada Kazuchika?, ring name: オカダ・カズチカ) (născut la 8 noiembrie 1987) este wrestler profesionist Japonez activ în New Japan Pro Wrestling (NJPW), unde este campion IWGP la categoria grea. La 500+ zile ca și campion, Okada este cel mai longeviv campion IWGP din istorie.